# Vahrn
Vahrn är en ort och kommun i provinsen Sydtyrolen i regionen Trentino-Sydtyrolen i Italien. Kommunen hade 4 694 invånare (2018).